# Яркое (Джанкойский район)
Я́ркое (до 1948 года Бий-Су-Ковче́; укр. Ярке, крымскотат. Biy Suv Küyçe, Бий Сув Куйче) — село в Джанкойском районе Республики Крым, центр Ярковского сельского поселения (согласно административно-территориальному делению Украины — Ярковского сельского совета Автономной Республики Крым).

## Население
| 2001 | 2014  |
| ---- | ----- |
| 1927 | ↘1807 |

Всеукраинская перепись 2001 года показала следующее распределение по носителям языка
| Язык       | Процент |
| ---------- | ------- |
| русский    | 79.66   |
| украинский | 18.53   |
| другие     | 0.99    |

### Динамика численности
| - 1805 год — 103 чел. - 1864 год — 41 чел. - 1889 год — 110 чел. - 1892 год — 0 чел. - 1900 год — 10 чел. - 1915 год — 35/53 чел. | - 1926 год — 100 чел. - 1989 год — 2060 чел. - 2001 год — 1927 чел. - 2009 год — 1858 чел. - 2014 год — 1807 чел. |

## Современное состояние
На 2017 год в Ярком числится 18 улиц и 1 переулок; на 2009 год, по данным сельсовета, село занимало площадь 172,8 гектара на которой, в 721 дворе, проживало более 1,8 тысячи человек. В селе действуют средняя общеобразовательная школа, детский сад «Жаворонок», дом культуры, библиотека, ФАП, врачебная амбулатория, аптека, отделение Почты России, церковь иконы Божией Матери «Всех скорбящих Радосте». Село связано автобусным сообщением с райцентром и соседними населёнными пунктами.

## География
Яркое — большое село в юго-западной части района, в степном Крыму, высота центра села над уровнем моря — 31 м. Соседние сёла: Марьино в 2,5 км на север, Мирновка в 2,5 км на восток и Ястребцы в 4,7 км на юго-запад. Расстояние до райцентра — около 13 километров (по шоссе), там же ближайшая железнодорожная станция. Транспортное сообщение осуществляется по региональной автодороге 35Н-172 Днепровка — Роскошное (по украинской классификации — С-0-10448).

## История
Бий-Су-Ковче образовалось на рубеже XIX—XX веков от слияния расположенных при соседних степных колодцах старинных татарских селений Бий-Су и Кувче. Первое документальное упоминание сёл встречается в Камеральном Описании Крыма… 1784 года, судя по которому, в последний период Крымского ханства Байсу Бочала и Курджу бочала  входили в Бочалатский кадылык Карасубазарского каймаканства. После присоединения Крыма к России (8) 19 апреля 1783 года, (8) 19 февраля 1784 года, именным указом Екатерины II сенату, на территории бывшего Крымского Ханства была образована Таврическая область и деревня была приписана к Перекопскому уезду. После Павловских реформ, с 1796 по 1802 год, входила в Перекопский уезд Новороссийской губернии. По новому административному делению, после создания 8 (20) октября 1802 года Таврической губернии, Бий-Су и Кувче были включены в состав Бозгозской волости Перекопского уезда.
По Ведомости о всех селениях в Перекопском уезде состоящих с показанием в которой волости сколько числом дворов и душ… от 21 октября 1805 года, в деревне Бийсу числилось 11 дворов и 47 жителей, исключительно крымских татар, а в Кувче — 8 дворов, 54 крымских татарина и 2 ясыров. На военно-топографической карте 1817 года деревня Бийсу обозначена с 13 дворами, Куйше — с 20. После реформы волостного деления 1829 года деревни, согласно «Ведомости о казённых волостях Таврической губернии 1829 года» отнесли к Эльвигазанской волости. На карте 1836 года в деревне Бийсу 18 дворов, Кувче — 10. На карте 1836 года в деревне Бийсу 18 дворов, Затем, видимо, в результате эмиграции крымских татар, деревни заметно опустели и на карте 1842 года обе обозначены условным знаком «малая деревня», то есть, менее 5 дворов.
В 1860-х годах, после земской реформы Александра II, деревню включили в состав Бурлак-Таминской волости. В «Списке населённых мест Таврической губернии по сведениям 1864 года», составленном по результатам VIII ревизии 1864 года, Бийсу — владельческая татарская деревня с 2 дворами и 12 жителями, Кувче — владельческая татарская деревня с 10 дворами и 29 жителями, при колодцах. По обследованиям профессора А. Н. Козловского начала 1860-х годов, вода в колодцах деревни Кувче была пресная, а их глубина колебалась от 8 до 10 саженей (16—21 м); Бийсу профессор не упоминает. На трёхверстовой карте Шуберта 1865—1876 года в деревне Бийсу обозначены 6 дворов и господский дом, в Кувче — 8 дворов. В «Памятной книге Таврической губернии 1889 года», по результатам Х ревизии 1887 года, селения записаны в составе Ишуньской волости: в Бийсу числилось 2 двора и 15 жителей, в Кувчи — 18 дворов и 95 жителей.
После земской реформы 1890 года деревни отнесли к Богемской волости. Видимо тогда, в опустевшую вследствие эмиграции крымских татар, особенно массовой после Крымской войны 1853—1856 годов, в Турцию, Бийсу заселились крымские немцы, создав одноимённый хутор.
В «…Памятной книжке Таврической губернии на 1892 год» в сведениях о Богемской волости никаких данных о поселениях, кроме названия, не приведено. По «…Памятной книжке Таврической губернии на 1900 год» на хуторе Бийсу числилось 10 жителей в 1 дворе, Кувче же в доступных источниках отдельно более не встречается: видимо, тогда произошло объединение. По Статистическому справочнику Таврической губернии. Ч.II-я. Статистический очерк, выпуск пятый Перекопский уезд, 1915 год, в экономии Бий-Су-Ковча (Д. Кайзера) Богемской волости Перекопского уезда числился 1 двор с населением в количестве 35 человек приписных жителей и 53 — «посторонних», из которых 70 мужчин и 18 женщин. В экономии числилось 2014 десятин удобной земли. В хозяйстве имелось 55 лошадей, 212 волов, 34 коровы и 170 голов мелкого скота.
После установления в Крыму Советской власти, по постановлению Крымревкома от 8 января 1921 года № 206 «Об изменении административных границ» была упразднена волостная система и в составе Джанкойского уезда был создан Джанкойский район. Есть сведения, что с 1 января 1922 года село, как отделение, входило в состав совхоза «Семенной» (по другим данным совхоз назывался «Бий-Су-Ковче», а «Семенной» создан после войны). В 1922 году уезды преобразовали в округа. 11 октября 1923 года, согласно постановлению ВЦИК, в административное деление Крымской АССР были внесены изменения, в результате которых округа были ликвидированы, основной административной единицей стал Джанкойский район и село включили в его состав. Согласно Списку населённых пунктов Крымской АССР по Всесоюзной переписи 17 декабря 1926 года, в совхозе Бий-Су-Ковче, Марьинского сельсовета Джанкойского района, числилось 52 двора, все некрестьянские, население составляло 100 человек, из них 53 русских, 34 украинца, 7 немцев, 2 белорусса, 2 эстонца, 1 болгарин, 1 записан в графе «прочие».
- Коровник в совхозе Бий-Су-Ковче, 1925 год.
- Овчарня в совхозе Бий-Су-Ковче, 1925 год.

После освобождения Крыма от фашистов в апреле, 12 августа 1944 года было принято постановление № ГОКО-6372с «О переселении колхозников в районы Крыма» и в сентябре 1944 года в район приехали первые новоселы (27 семей) из Каменец-Подольской и Киевской областей, а в начале 1950-х годов последовала вторая волна переселенцев из различных областей Украины. С 25 июня 1946 года Бий-Су-Ковче в составе Крымской области РСФСР Указом Президиума Верховного Совета РСФСР от 18 мая 1948 года, Бий-Су-Ковче переименовали в посёлок Яркий. 26 апреля 1954 года Крымская область была передана из состава РСФСР в состав УССР. Время включения в Роскошненский сельсовет пока не установлено: на 15 июня 1960 года посёлок уже числился в его составе. В 1967 году на базе 3-го отделения совхоза «Семенной» создан совхоз «Яркий», в 1975 году переименованный в «Прогресс», в том же году Роскошненский совет был преобразован в Ярковский. По данным переписи 1989 года в селе проживало 2060 человек. С 12 февраля 1991 года село в восстановленной Крымской АССР, 26 февраля 1992 года переименованной в Автономную Республику Крым. С 21 марта 2014 года в составе Крыма аннексировано Россией.
В совхозе «Бий-Су-Ковче» в довоенное время работал трактористом и комбайнёром Герой Советского Союза Михаил Чупилко.